# Răzvan Marin
Răzvan Gabriel Marin (rəzˈvan ɡabriˈel maˈrin; nascut el 23 de maig de 1996) és un futbolista professional romanés que juga de centrecampista per l'Empoli FC, cedit pel Cagliari Calcio) i per l'equip nacional romanès.